# Ренато Поццетто

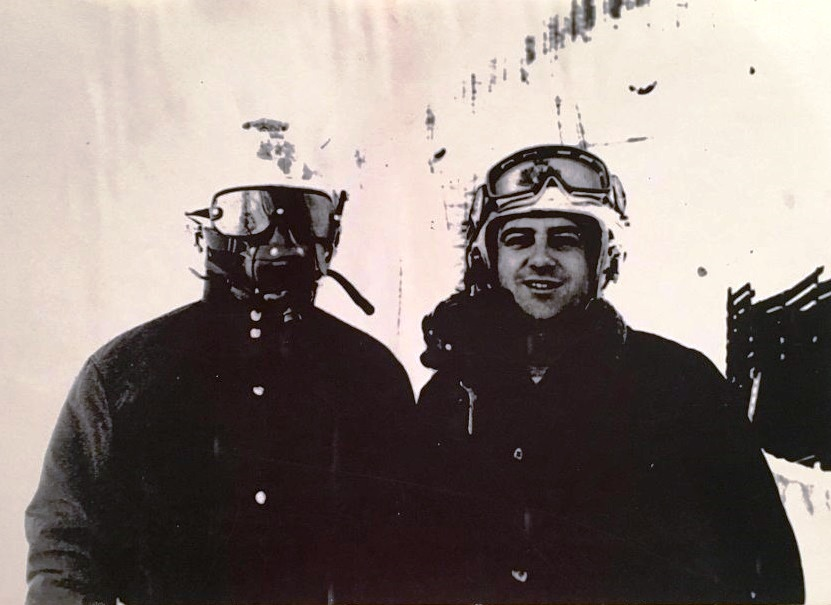
Ренато Поццетто (ліворуч) і Кокі Понцоні на доріжці для бобслея (1970)

Ренато Поццетто (італ. Renato Pozzetto; нар. 14 липня 1940, Мілан, Італія) — італійський кіноактор, комік, кабаретист, співак, сценарист та режисер. Один з найкращих італійських кабаретистів. Особлива форма гумору, що характеризується сюрреалістичним відтінком, зробила артиста одним з найвідоміших і найшанованіших головних героїв комедії по-італійськи. Також відомий у своїх виступах фразою: «О, Мадонна!» («Eh la Madooonna!»).

## Життєпис
Ренато Поццетто народився 14 липня 1940 року в родині міланських робітників, своє дитинство провів в місті Джемоніо, куди його сім'я була переміщена після бомбардувань Мілана в жовтні 1942 року. До Мілана родина повернулася лише у 1946 році, у цьому ж місті Ренато закінчив Технічний інститут імені Карло Каттанео за фахом «геодезист». В інституті Поццетто зустрів коміка Авреліо Понцоні, відомого як «Кокі», завдяки цьому знайомству він отримав свій перший досвід виступів на сцені, які відбувалися в середовищі міланських кабаре. У 1964 році Поццетто разом з Понцоні, який на той час також переїхав до Джемоніо, сформував комічний дует «Кокі і Ренато» (Cochi e Renato). Перший дебют дуету відбувся в Мілані в комедії «Остерійський гусак». Потім дует виступав в клубі «Cab 64» разом з такими артистами, як Енцо Янначчі, Феліче Андреазі, Бруно Лауці і Ліно Тоффоло, у складі «Il Gruppo Motore». Після створення в Мілані нічного клубу «Derby», артисти стали виступати у цьому закладі. Відтоді дует став відомим як «Кокі і Ренато».
Комедійний дует «Кокі і Ренато» відразу здобув великий успіх. Разом артисти створили простий, але у той же час оригінальний і поетичний стиль комічної гри. Популярність дуету швидко зростала, і через короткий час він з'явився перед камерами телемережі RAI, у деяких випадках артисти з'являлися на телебаченні, навіть як ведучі і головні герої, наприклад у таких передачах, як: «Quelli della domenica» (1968), «Il buono e il cattivo» (1972), «Il poeta e il contadino — l'incontro che non doveva avvenire» (1973) і пісенному конкурсі «Canzonissima» 1974 року.
У той же період «Кокі і Ренато» записали разом кілька хітів, завдяки співпраці з Енцо Янначчі, зокрема, «La gallina, Canzone intelligent» та «E la vita, la vita». З середини 1970-х років Поццетто розпочав сольну кар'єру, дебютувавши у кіно, у фільмі «Заради кохання Офелії» (1974), за участю Джованни Раллі: перша кінопроба стала для нього дуже успішною, він став дуже популярним як кіноактор-комік, саме у цій картині вперше проявилася його «відчужена» манера гри, заснована на міміці, що забезпечила йому велику популярність та стала «візитівкою» артиста. Персонажі його наступних фільмів поєднували сюрреалістичний і оригінальний гумор з ситуацією та обстановкою, типовими для комедії по-італійськи. Будучи гонщиком-любителем, Поццетто здобув перемогу у своєму класі на автогонках «Джіро д'Італія» 1978 року, по черзі керуючи автомобілем «Fiat Ritmo» з гонщиком Ріккардо Патрезе, і посів п'яте місце на гонці вантажівок «Париж-Дакар» 1987 року.
Пік кінокар'єри Поццетто припав на середину 1970-х—середину 1990-х, коли він знявся у безлічі фільмів комедійного жанру, п'яти з яких він був режисером. Після перерви з середини 1990-х років, у 2000 році Поццетто знову повернувся на сцену у вигляді тандему з Авреліо Понцоні, виступати у різних театральних і теле-шоу, а у 2009 і 2010 роках він був головним героєм урядової радіо- і теле-кампанії проти куріння під назвою: «Куріння вбиває: захищайся!». У 2013 році Поццетто повернувся у кіно, щоб зіграти головну роль у фантастичному фільмі «Дім і магазин». Також Поццетто брав участь як гість в заключному вечорі фестивалю Сан-Ремо 2019 року з гуртом «Lo Stato Sociale», виконавши пісню «E la vita, la vita». У 2020 році з нагоди свого 80-річчя Поццетто розповів в інтерв'ю, що хоче зняти новий фільм. У 2021 році він зіграв Джузеппе Сгарбі у фільму «Вона знову говорить зі мною» режисера Пупі Аваті.

### Особисте життя
Ренато Поццетто був одружений з 1967 року на Брунеллі Гублер, яка померла 21 грудня 2009 року, у нього від неї двоє дітей, син Джакомо і дочка Франческа.

## Фільмографія

### Актор

#### Кіно

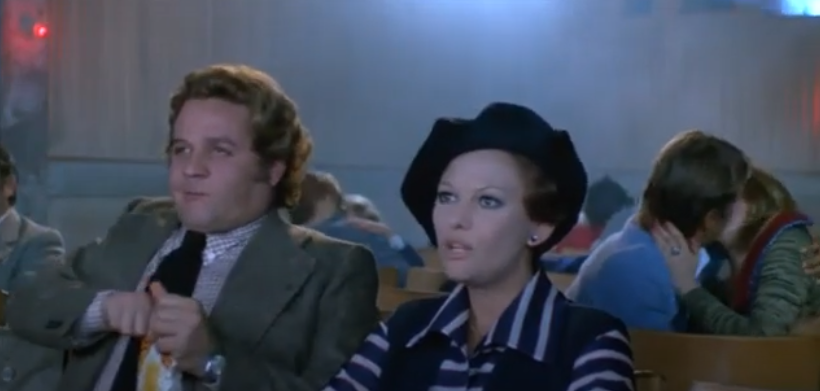
Ренато Поццетто і Клаудія Кардінале у фільмі Дозор любові приходить рівно опівночі (1975)

| Рік  | Назва українською мовою                                     | Назва мовою оригіналу                                 | Роль                                        | Режисер                            |
| ---- | ----------------------------------------------------------- | ----------------------------------------------------- | ------------------------------------------- | ---------------------------------- |
| 1974 | Заради кохання Офелії                                       | Per amare Ofelia                                      | Орландо Аліберті                            | Флавіо Могеріні                    |
| 1974 | Поліціантка                                                 | La poliziotta                                         | Клавдіо                                     | Стено                              |
| 1975 | Дозор любові приходить рівно опівночі                       | A mezzanotte va la ronda del piacere                  | Фульвіо                                     | Марчелло Фондато                   |
| 1975 | Паоло Барка — вчитель початкової школи, що практикує нудизм | Paolo Barca, maestro elementare, praticamente nudista | Паоло Барка                                 | Флавіо Могеріні                    |
| 1975 | Два серця, одна волосина                                    | Due cuori, una cappella                               | Арістіде Каччамані                          | Мауріціо Лучіді                    |
| 1975 | Няня — проклятий безлад                                     | Baby Sitter — Un maledetto pasticcio                  | Джанні                                      | Рене Клеман                        |
| 1975 | Під яким ти знаком?                                         | Di che segno sei?                                     | Базіліо                                     | Серджо Корбуччі                    |
| 1975 | Майстер і робітник                                          | Il padrone e l'operaio                                | Джанлука Тозі                               | Стено                              |
| 1975 | Посмішка, ляпас, поцілунок в рот                            | Un sorriso, uno schiaffo, un bacio in bocca           | ведучий                                     | Маріо Морра                        |
| 1976 | Білі телефони                                               | Telefoni bianchi                                      | Бруно                                       | Діно Різі                          |
| 1976 | О, Серафіна!                                                | Oh, Serafina!                                         | Августо Валле                               | Альберто Латтуада                  |
| 1976 | Штурмгрупа                                                  | Sturmtruppen                                          | вербувальник                                | Сальваторе Сампері                 |
| 1976 | Медовий місяць на трьох                                     | Luna di miele in tre                                  | Альфредо Ріва                               | Карло Ванціна                      |
| 1977 | Три тигра проти трьох тигрів                                | Tre tigri contro tre tigri                            | дон Чімболано                               | Серджо Корбуччі і Стено            |
| 1977 | Узяти, наприклад, нас                                       | Ecco noi per esempio…                                 | Пальмамброджо Гванціролі                    | Серджо Корбуччі                    |
| 1977 | Велике вариво                                               | Gran bollito                                          | Стелла «Краус»/карабінер                    | Мауро Болоньїні                    |
| 1978 | Я тигра, тигра ти, тигрує він                               | Io tigro, tu tigri, egli tigra                        | Еліа                                        | Ренато Поццетто і Джорджо Капітані |
| 1978 | Саксофон                                                    | Saxofone                                              | естрадний, естрадний артист                 | Ренато Поццетто                    |
| 1978 | Живи веселіше, розважайся з нами                            | Non si può spiegare, bisogna vederlo                  | Сіро Санте                                  | Флавіо Могеріні                    |
| 1979 | Неаполітанський детектив                                    | Giallo napoletano                                     | комісар Вогера                              | Серджо Корбуччі                    |
| 1979 | Гаряча картопля                                             | La patata bollente                                    | Бернардо Мамбеллі, відомий як Ганді         | Стено                              |
| 1979 | Агентство Ріккардо Фінці ... практично детектив             | Agenzia Riccardo Finzi… praticamente detective        | Ріккардо Фінці                              | Бруно Корбуччі                     |
| 1979 | Милий                                                       | Tesoromio                                             | П'єрлуїджі, судовий пристав                 | Джуліо Парадізі                    |
| 1980 | Я фотогенічний                                              | Sono fotogenico                                       | Антоніо Бародзі                             | Діно Різі                          |
| 1980 | Цукор, мед та перчик                                        | Zucchero, miele e peperoncino                         | Плініо Карлодзі                             | Серджо Мартіно                     |
| 1980 | Опунція                                                     | Fico d'india                                          | Лоренцо Міллодзі                            | Стено                              |
| 1980 | Моя дружина — відьма                                        | Mia moglie è una strega                               | Еміліо Альтьєрі/кардинал Альтьєрі           | Кастеллано і Піполо                |
| 1980 | Один проти іншого, практично друзі                          | Uno contro l'altro, praticamente amici                | Квінто Чечоні «Ер Моннедза»                 | Бруно Корбуччі                     |
| 1981 | Ніхто не ідеальний                                          | Nessuno è perfetto                                    | Гверріно Кастільйоне                        | Паскуале Феста Кампаніле           |
| 1981 | Дупа в сорочці                                              | Un uomo, un uomo e… Evviva una donna!                 | Ренато                                      | Паскуале Феста Кампаніле           |
| 1982 | Багаті, дуже багаті ... насправді в одних трусах            | Ricchi, ricchissimi… praticamente in mutande          | Альберто Дель Пра                           | Серджо Мартіно                     |
| 1982 | Зачарований будинок                                         | La casa stregata                                      | Джорджо Аллегрі                             | Бруно Корбуччі                     |
| 1982 | Свята корова                                                | Porca vacca                                           | Прімо Баффо                                 | Паскуале Феста Кампаніле           |
| 1982 | Орел чи решка                                               | Testa o croce                                         | Падре Реміджо                               | Нанні Лой                          |
| 1983 | Бідний багатій                                              | Un povero ricco                                       | Евгеніо Ронконі/Евгеніо Рагона              | Паскуале Феста Кампаніле           |
| 1983 | Золоті руки                                                 | Mani di fata                                          | Андреа Ферріні                              | Стено                              |
| 1983 | Цей і той                                                   | Questo e quello                                       | Джуліо Скаккі                               | Серджо Корбуччі                    |
| 1984 | Селюк                                                       | Il ragazzo di campagna                                | Артеміо                                     | Кастеллано і Піполо                |
| 1985 | Він гірший за мене                                          | Lui è peggio di me                                    | Лучано                                      | Енріко Ольдоїні                    |
| 1985 | Мій брат приїхав                                            | È arrivato mio fratello                               | Овідіо Чечотті; Раф Бенсон/Раффаеле Чечотті | Кастеллано і Піполо                |
| 1986 | Універмаг                                                   | Grandi magazzini                                      | Фаусто Вальзеккі                            | Кастеллано і Піполо                |
| 1986 | 7 кілограмів за 7 днів                                      | 7 chili in 7 giorni                                   | Сільвано Бараккі                            | Лука Вердоне                       |
| 1987 | Ми круті хлопці                                             | Noi uomini duri                                       | Сільвіо                                     | Мауріціо Понці                     |
| 1987 | У багатіїв свої звички                                      | Roba da ricchi                                        | Дон Вітторіно Коменчіні                     | Серджо Корбуччі                    |
| 1987 | Коли я стану великим                                        | Da grande, regia                                      | Марко Марінеллі                             | Франко Амуррі                      |
| 1987 | Флаєр — повітряний змій                                     | Il volatore di aquiloni                               | Урка                                        | Ренато Поццетто                    |
| 1988 | Мій будинок, мій будинок...                                 | Casa mia casa mia…                                    | Маріо Бартолоні                             | Нері Паренті                       |
| 1989 | Барро                                                       | Burro                                                 | Барро                                       | Хосе Марія Санчез                  |
| 1990 | Не більше одного                                            | Non più di uno                                        | П'єро                                       | Берто Пелоззо                      |
| 1990 | Коміки                                                      | Le comiche                                            | Ренато, бос мафії                           | Нері Паренті                       |
| 1991 | Поліцейські                                                 | Piedipiatti                                           | бригадир Сільвіо Комураті                   | Карло Ванціна                      |
| 1991 | Коміки 2                                                    | Le comiche 2                                          | Ренато                                      | Нері Паренті                       |
| 1992 | Нещасний і щасливий                                         | Infelici e contenti                                   | Альдо                                       | Нері Паренті                       |
| 1992 | Ріккі і Барабба                                             | Ricky & Barabba                                       | Ріккардо «Рікі» Моранді                     | Крістіан Де Сіка                   |
| 1994 | Бухгалтери теж мають душу                                   | Anche i commercialisti hanno un'anima                 | Карло Малінверні                            | Мауріціо Понці                     |
| 1994 | Нові пригоди коміків                                        | Le nuove comiche                                      | Ренато                                      | Нері Паренті                       |
| 1994 | Італійське диво                                             | Miracolo italiano                                     | Фермо Пульчані                              | Енріко Ольдоїні                    |
| 1995 | Відмовитися від всього                                      | Mollo tutto                                           | Франко Джакобетті/Мустафа                   | Хосе Марія Санчез                  |
| 1996 | Тато промовляє месу                                         | Papà dice messa                                       | Дон Артуро                                  | Ренато Поццетто                    |
| 2007 | Міра любові                                                 | Un amore su misura                                    | Коррадо Ольмі                               | Ренато Поццетто                    |
| 2009 | Молодята                                                    | Oggi sposi                                            | Ренато Ді Кайо                              | Лука Лучіні                        |
| 2015 | Який приємний сюрприз                                       | Ma che bella sorpresa                                 | Джованні                                    | Алессандро Дженовезі               |
| 2021 | Вона все ще розмовляє зі мною                               | Lei mi parla ancora                                   | Джузеппе «Ніно» Сгарбі                      | Пупі Аваті                         |

#### Телебачення

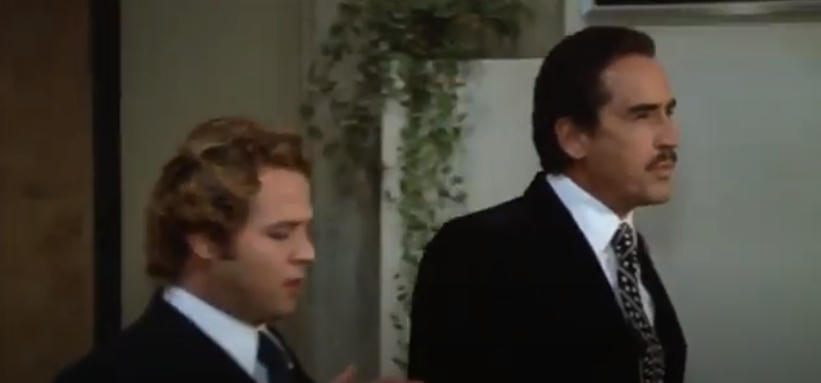
Ренато Поццетто і Вітторіо Гассман у фільмі Дозор любові приходить рівно опівночі (1975)

- Riuscirà il cav. papà Ubu?, режисери Віто Молінарі і Беппе Рекк'я, телефільм (1971)
- Sogni e bisogni, режисери Серджо Чітті, теле-мінісеріал, 1 епізод (1985)
- Nebbia in Valpadana, режисер Феліче Фаріна, мінісеріал (2000)
- Дім і магазин, режисер Лука Рібуолі, телефільм (2013)

Ренато Поццетто також брав у роликах телереклами «Carosello»:
- у 1969 році з Кокі Понцоні, Кітті Свон і Армандо Франчолі для товарів «Lebole»;
- у 1971 році з Кокі Понцоні для портативних телевізорів «Philips-Melchioni»;
- у 1973 році з Кокі Понцоні для морозива «Trifoglio» фірми «Besana.».

### Режисер
- «Я тигра, тигра ти, тигрує він» («Io tigro, tu tigri, egli tigra»), перший епізод (1978)
- «Саксофон» («Saxofone») (1978)
- «Флаєр — повітряний змій» («Il volatore di aquiloni») (1987)
- «Тато промовляє месу» («Papà dice messa») (1996)
- «Міра любові» («Un amore su misura») (2007)

### Сценарист
| Рік  | Назва українською мовою          | Назва мовою оригіналу                       | Режисер                  |
| ---- | -------------------------------- | ------------------------------------------- | ------------------------ |
| 1975 | Два серця, одна каплиця          | Due cuori, una cappella                     | Мауріціо Лучіді          |
| 1975 | Посмішка, ляпас, поцілунок в рот | Un sorriso, uno schiaffo, un bacio in bocca | Маріо Морра              |
| 1976 | Штурмгрупа                       | Sturmtruppen                                | Сальваторе Сампері       |
| 1977 | Три тигра проти трьох тигрів     | Tre tigri contro tre tigri                  | Серджо Корбуччі і Стено  |
| 1978 | Я тигра, тигра ти, тигрує він    | Io tigro, tu tigri, egli tigra              | Ренато Поццетто          |
| 1978 | Саксофон                         | Saxofone                                    | Ренато Поццетто          |
| 1978 | Живи веселіше, розважайся з нами | Per vivere meglio divertitevi con noi       | Флавіо Могеріні          |
| 1980 | Опунція                          | Fico d'India                                | Стено                    |
| 1981 | Ніхто не ідеальний               | Nessuno è perfetto                          | Паскуале Феста Кампаніле |
| 1981 | Дупа в сорочці                   | Culo e camicia                              | Паскуале Феста Кампаніле |
| 1982 | Штурмгрупа 2 — всі на фронт      | Sturmtruppen 2 — Tutti al fronte            | Сальваторе Сампері       |
| 1982 | Орел чи решка                    | Testa o croce                               | Нанні Лой                |
| 1983 | Бідний багатій                   | Un povero ricco                             | Паскуале Феста Кампаніле |
| 1983 | Руки феї                         | Mani di fata                                | Стено                    |
| 1983 | Цей і той                        | Questo e quello                             | Серджо Корбуччі          |
| 1987 | Флаєр — повітряний змій          | Il volatore di aquiloni                     | Ренато Поццетто          |
| 1996 | Тато промовляє месу              | Papà dice messa                             | Ренато Поццетто          |
| 2007 | Міра любові                      | Un amore su misura                          | Ренато Поццетто          |
| 2013 | Дім і магазин                    | Casa e bottega                              | Лука Рібуолі             |

### Дубляж
- «Дивись хто тепер говорить» (Look Who's Talking Now!), режисер Том Ропелевський (1993), роль Денні ДеВіто.

### Реклама
- Tonno Star (1992)
- Specialmente Pasta De Agostini — De Cecco (1995)
- Motta (1995—1999)
- Salumi Levoni (2003)
- Campagna di sensibilizzazione sul fumo (2009—2010)
- Orocash (2012—2013)
- Trenord (2020)

## Дискографія
Альбомна дискографія дуету «Кокі і Ренато» 
- 1969 — Una serata con Cochi & Renato
- 1973 — Il poeta e il contadino
- 1974 — E la vita, la vita
- 1976 — Ritornare alle 17
- 1977 — Libe-libe-là
- 2000 — ...Le canzoni intelligenti
- 2007 — Finché c'è la salute

## Нагороди та номінації
- Давид ді Донателло
  - 1975 — «Спеціальний Давид»
  - 2021 — номінація на Найкращу чоловічу роль за фільм «Вона все ще розмовляє зі мною»
- Срібна стрічка
  - 1975 — Найкращий актор-дебютант за фільм «Любити Офелію»
  - 2021 — Спеціальна стрічка на честь 75-річчя кінопремії за фільм «Вона все ще розмовляє зі мною»
- Золота хлопавка
  - 1988 — Спеціальна нагорода[7]